# Liste des œuvres de Pierre Clastres
Pour un article plus général, voir Pierre Clastres.

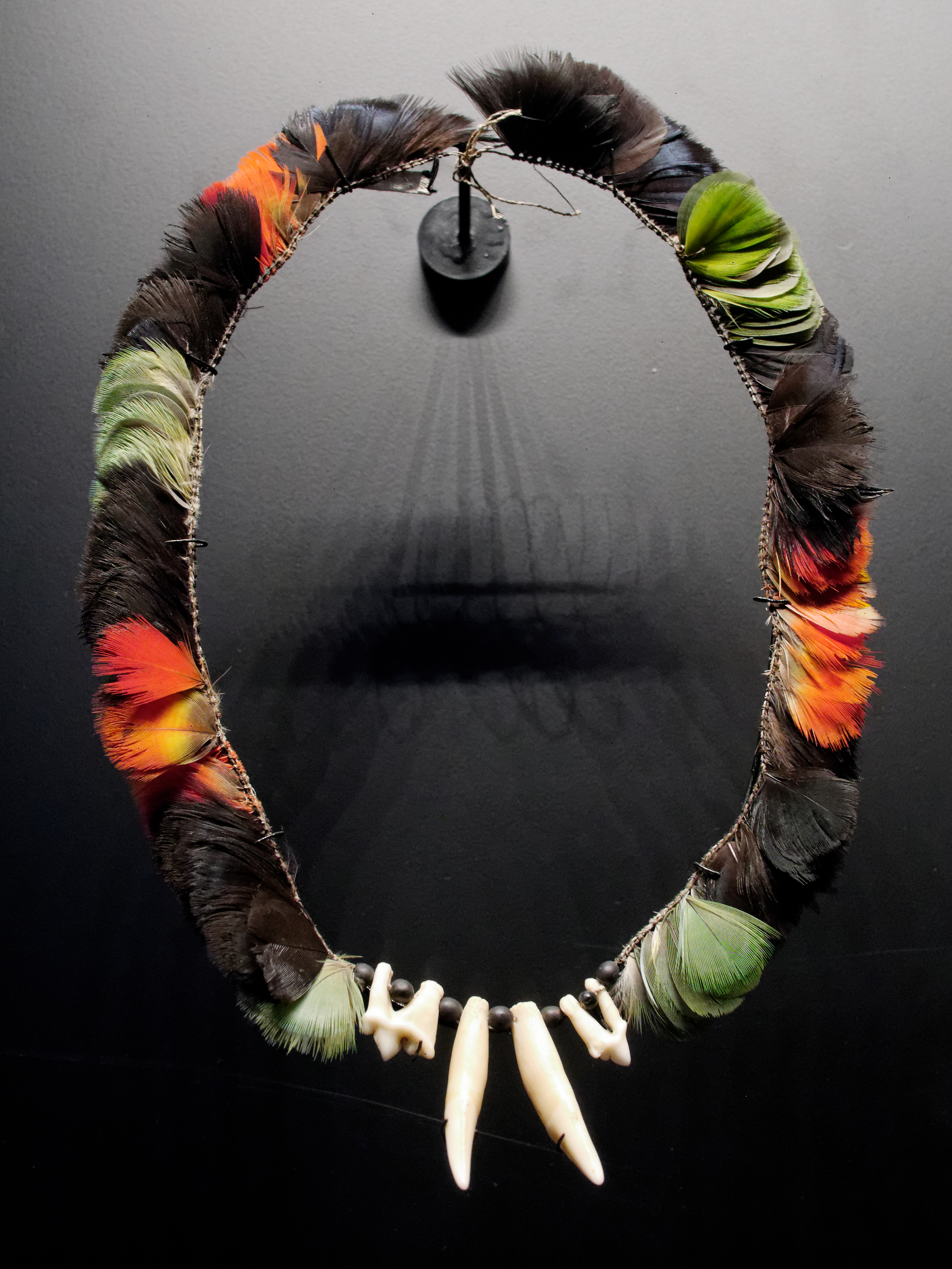
Photographie d'un collier du peuple Urubú-Ka'apór (vivant dans l'État de Maranhão au Brésil), confectionné avec des plumes d'amazone poudrée, d'ara rouge et de hocco mitou, ainsi qu'avec des dents d'ocelots.

Cet article est une liste des œuvres de Pierre Clastres.
Clastres (1934-1977) est un ethnologue et anthropologue français qui participe au renouvellement de l'anthropologie politique dans la seconde moitié du XXe siècle.
Il effectue des recherches en Amérique du Sud sur les sociétés autochtones de la forêt tropicale. Outre la description et l'analyse de l'organisation sociale de ces sociétés, il s'intéresse aux mythologies des peuples autochtones qu'il étudie et il réfléchit sur leur usage du langage. Enfin, sur un plan plus théorique, il critique les présupposés et les impensés de l'ethnologie et de l'anthropologie politique.
Chercheur au CNRS, membre du Laboratoire d’anthropologie sociale et enseignant à l'École pratique des hautes études. C'est un penseur à la plume acérée et au ton parfois polémique, considéré comme libertaire et/ou anarchiste.

## Présentation
La « Liste des œuvres de Pierre Clastres » est établie en croisant et recoupant plusieurs bibliographies : Cartry 1976, Abensour 1987, Abensour & Kupiec 2011 et Mogno 2018. Toutefois, des textes inédits et de nouveaux livres de Clastres paraissent épisodiquement ; par suite, la liste est mise à jour au gré des parutions (nouvelles publications, nouvelles éditions et rééditions).
La « Liste des œuvres de Pierre Clastres » est présentée sous deux formes :
1. un « Parcours de l'œuvre de Clastres » permet d'identifier les textes réunis en volume et de connaître le contenu des livres publiés ;
2. une « Bibliographie de Pierre Clastres » inventorie ses différents écrits sous la forme d'une liste.

Qu'il s'agisse du parcours ou de la bibliographie, seuls les articles, les notices et les livres, ainsi que les préfaces, les introductions, les chapitres et les recensions d'ouvrages publiés du vivant de Clastres et de façon posthume sont compilés. Pour le dire autrement : les cours, les séminaires et les conférences tenus par Clastres au fil de sa carrière ne sont pas répertoriés ; par ailleurs, seuls quelques entretiens accordés par Clastres sont recensés ; enfin, il n'est pas tenu compte des archives déposées à l'Institut mémoires de l'édition contemporaine.

## Parcours de l'œuvre de Clastres

### Chronologie synthétique des publications
Dans cette chronologie sont listées les publications de Clastres (articles, textes, entretiens, ouvrages) parues de son vivant et de manière posthume actuellement accessibles dans le commerce, en bibliothèque et en ligne (2025). Cependant, l'établissement de cette liste ne tient pas compte de certaines recensions d'ouvrages rédigées par Clastres.

### Livres publiés

#### 1972, le quotidien des Guayaki
Chronique des Indiens Guayaki, sous-titré Ce que savent les Achés, chasseurs nomades du Paraguay, est un ouvrage consacré aux Indiens Guayaki. Un mot du titre, « Chronique », renvoie aux chroniqueurs qui décrivirent la vie et les mœurs des Indiens du Nouveau Monde et dont Clastres lu les récits ; d'ailleurs certains d'entre eux, comme le Père Pedro Lozano, décrivirent ces insaisissables « Guachagui ».
| Chapitre I. Naissance Chapitre II. De deux traités de paix Chapitre III. À rebours Chapitre IV. Les grandes personnes Chapitre V. Les femmes, le miel et la guerre Chapitre VI. Tuer Chapitre VII. Vie et mort d'un pédéraste Chapitre VIII. Les cannibales Chapitre IX. La fin |

Dans cet ouvrage, Clastres raconte le quotidien des Guayaki : la naissance et la mort, le manger et le coucher, la vie amoureuse et la vengeance ainsi que, inéluctable selon lui, la disparition de cette société. Aussi, il décrit l'initiation des jeunes garçons et des jeunes filles, ainsi que le cannibalisme pratiqué par l'un des deux groupes Guayaki auprès desquels il séjourna. Enfin, il porte un regard ironique sur son statut d'ethnologue, notamment sur les difficultés qu'il rencontre pour obtenir des informations auprès des Achés.
Accueilli favorablement lors de sa parution,, mais aussi contesté,, l'ouvrage fut réévalué lors de sa publication en anglais en 1998 : une écriture dépassée, une méthodologie approximative et, surtout, des faits (viols, domination masculine, etc.) traités par trop allusivement.

#### 1974, la thèse iconoclaste
La Société contre l'État, sous-titré Recherches d'anthropologie politique, est l'ouvrage le plus connu de Clastres. C'est un recueil à visée théorique, voire philosophique, qui regroupe des articles parus dans différentes revues entre 1962 et 1973 ; seul le dernier chapitre (qui donne son titre au livre) est un texte inédit.
| Chapitre 1 : Copernic et les Sauvages Chapitre 2 : Échange et pouvoir : philosophie de la chefferie indienne Chapitre 3 : Indépendance et exogamie Chapitre 4 : Élément de démographie amérindienne Chapitre 5 : L’arc et le panier Chapitre 6 : De quoi rient les Indiens ? Chapitre 7 : Le devoir de parole Chapitre 8 : Prophètes dans la jungle Chapitre 9 : De l’Un sans le Multiple Chapitre 10 : De la torture dans les sociétés primitives Chapitre 11: La société contre l’État |

Le titre du livre annonce la thèse défendue et étayée par les différents articles transformés en chapitres : il existe des « sociétés contre l'État ». Par cette expression Clastres veut dire que, contrairement aux « sociétés à État » qui instituent un pouvoir politique coercitif, il existe des sociétés qui instituent un pouvoir politique non coercitif : les « sociétés primitives » ; c'est-à-dire des sociétés qui créent intentionnellement des institutions politiques qui instaurent et préservent la liberté et l'égalité des membres de la communauté.
Ce livre fut accueilli tant favorablement que défavorablement : certains y virent l'éclosion d'une nouvelle anthropologie politique,,, d'autres y virent les pires travers de l'ethnologie occidentale,. Rétrospectivement : les données ethnographiques de Clastres sont contestées, ces intuitions sont saluées, le livre demeure un classique des bibliographies d'anthropologie politique,.

#### 1974, les belles paroles des Guarani
Le Grand Parler, sous-titré Mythes et chants sacrés des Indiens Guarani, est une anthologie de mythes et de paroles des Indiens Guarani. Elle est constituée de textes choisis et traduits, présentés et commentés par Clastres : des textes qui proviennent de paroles recueillies soit par Curt Nimuendajú, soit par León Cadogan, soit par Clastres lui-même.
| Introduction Le temps de l’éternité I. Apparition de Ñamandu : les divins II. Fondement de la Parole : les humains III. Création de la première terre IV. Fin de l'âge d'or : le déluge Le lieu du malheur V. Ywy Pyau : la terre nouvelle VI. Les aventures des Jumeaux. Versions VII. L'origine du feu. Versions Les derniers de ceux qui furent les premiers adornés VIII. Les bellement adornés IX. Toutes choses sont une X. J'existe de manière imparfaite |

Dans cet ouvrage, Clastres réunit différents types de textes : les principaux mythes que racontent les Guaranis (« Le temps de l'éternité ») ; les « Belles Paroles » qui retracent les moments principaux de la cosmogenèse guarani (« Le lieu du malheur ») ; enfin des textes qui, d'après lui, relèvent du niveau métaphysique de la pensée guarani (« Les derniers de ceux qui furent les premiers adornés »). Par ailleurs, dans sa traduction il efface toute influence coloniale ou chrétienne pour faire de ces textes « une tentative d’archéologie du discours prophétique précolombien ».
En 1977, Philippe Adrien mit en scène certains textes du Grand Parler. Outre sa traduction du guarani, l'exégèse que Clastres fit de ces textes fut critiquée dans deux directions : soit il vit de la subtilité où il n'y en avait pas, soit il manqua la véritable philosophie politique des karai (c.-à-d. des prophètes). Dans son analyse du Grand Parler l'anthropologue paraguayen Ruiz Zubizarreta, spécialiste des guarani, montre la place de ce livre dans l'édifice théorique de Pierre Clastres en expliquant que c'est la parole prophétique de l’époque précolombienne qui soulève l'intérêt de l'anthropologue français : ce dernier dit dans la Société contre l'État, qu’au XVe siècle il y avait d’un côté les chefs, de l’autre, et contre eux, les prophètes et qu’à cette époque précolombienne « la machine prophétique fonctionnait parfaitement ». Néanmoins, l'anthropologue paraguayen signale que Clastres aurait épuré les textes guarani de toute influence coloniale et chrétienne pour qu'ils soient en accord avec ses théories.

#### 1980, un recueil de textes éparpillés
Recherches d’anthropologie politique est un recueil posthume qui compile des écrits de Clastres publiés entre 1969 et 1978 : des notices de dictionnaires, divers articles, une recension, une préface et une réponse (lors de la parution en 1980, seuls sont inédits les textes regroupés au chapitre 5 sous le titre « Mythes et rites des Indiens d'Amérique du Sud »).
| 1. Le dernier cercle 2. Une ethnographie sauvage 3. Le clou de la croisière 4. De l'ethnocide 5. Mythes et rites des Indiens d'Amérique du Sud 6. La question du pouvoir dans les sociétés primitives 7. Liberté, Malencontre, Innommable 8. L'économie primitive 9. Le retour des Lumières 10. Les marxistes et leur anthropologie 11. Archéologie de la violence : la guerre dans les sociétés primitives 12. Malheur du guerrier sauvage |

Ce recueil se compose de textes de Clastres illustrant ses différents axes de recherches et ses différentes approches du terrain, ainsi que l'évolution de son travail au fil du temps (et ce jusqu'à son décès accidentel) : tout d'abord, son souci des peuples premiers (chapitres 1, 3 et 4) et la tentative de les étudier depuis leurs propres perspectives (chapitres 2 et 5) ; puis, sa recherche d'une approche plus juste et plus pertinente des peuples premiers (chapitres 8 et 10) ; ensuite, son interrogation du pouvoir politique et son questionnement de l'État (chapitres 6, 7 et 9) ; pour finir, ses dernières explorations théoriques (chapitres 11 et 12).
Pris ensemble, les différents textes du recueil témoignent du retour de la question politique dans la discipline ethnologique ; quand ses recherches sur les sociétés indivisées sont appréciées,, son appropriation polémique des recherches de Marshall Sahlins est regrettée,.

#### 1992, des documents sur les Chulupi
Mythologie des Indiens Chulupi est un ouvrage qui fut préparé et édité par Hélène Clastres et Michel Cartry à partir de notes, de textes, de traductions et de matériaux laissés par Clastres.
| Avant-propos (par Hélène Clastres) A. El Gran Chaco B. Mythologie I. Origine des plantes cultivées II. Histoires naturelles III. Cosmologie IV. Gens de l’eau, hommes oiseaux V. Histoires de cannibales VI. Deux figures de décepteurs VII. Premières ruses, premiers apprentissages VIII. Histoires morales C. Récits de guerres Guerre Chulupi – Toba Combats contre les Argentins et les Boliviens D. Hommage à Alfred Métraux E. Documents ethnographiques |

Dans cet ouvrage posthume le lecteur trouve l'état des recherches ethnographiques de Clastres sur les Indiens Chulupi : un corpus de soixante-treize mythes des Indiens Chulupi colligé par Clastres ; une brève introduction sur la situation des Chulupi (ou Ashluslay) et quelques « Documents ethnographiques » qui décrivent leur société (« Organisation spatiale », « Mariage », « Chefferie », « Jeu de balle »…), ainsi que des « Récits de guerre » ; enfin, un texte en hommage à Alfred Métraux.
Publié tardivement, la mise à disposition (pour les lecteurs francophones) de ce corpus de mythes Chulupi fut saluée même si, au regard des critères contemporains, l'approche méthodologique de Clastres soit désormais discutable.

#### 1996, un article réédité
Publié du vivant de Pierre Clastres dans la revue Libre, l'article « Archéologie de la violence » est édité en 1997 au format livre de poche (et régulièrement réédité depuis) sous le même titre : Archéologie de la violence. La guerre dans les sociétés primitives.

#### 2011, des textes compilés
Dans le cahier Pierre Clastres publié en 2011, Miguel Abensour et Anne Kupiec compilèrent certains textes, articles et entretiens de Clastres devenus difficilement accessibles.
| Voici la liste des documents compilés : - « Entretien avec l'Anti-Mythes » - « Les Sauvages sont-ils heureux ? » (inédit 1965-1966) - « Les derniers Indiens d'Amazonie » (inédit 1965-1966) - « La civilisation guayaki : archaïsme ou régression ? » - « Mission au Paraguay et au Brésil » - « Entre silence et dialogue » - « Hommage à Alfred Métraux » - « Introduction au dictionnaire guayaki » - « Cannibales et anthropophages » - « Hommage à León Cadogan » - « Martchenko » |

#### 2012, un entretien republié
En 2012, l'entretien donné à la revue L'Anti-mythes en décembre 1974 fut édité au format livre, il est précédé d’une brève mise en contexte signée par Miguel Abensour.

### Composition de la bibliographie

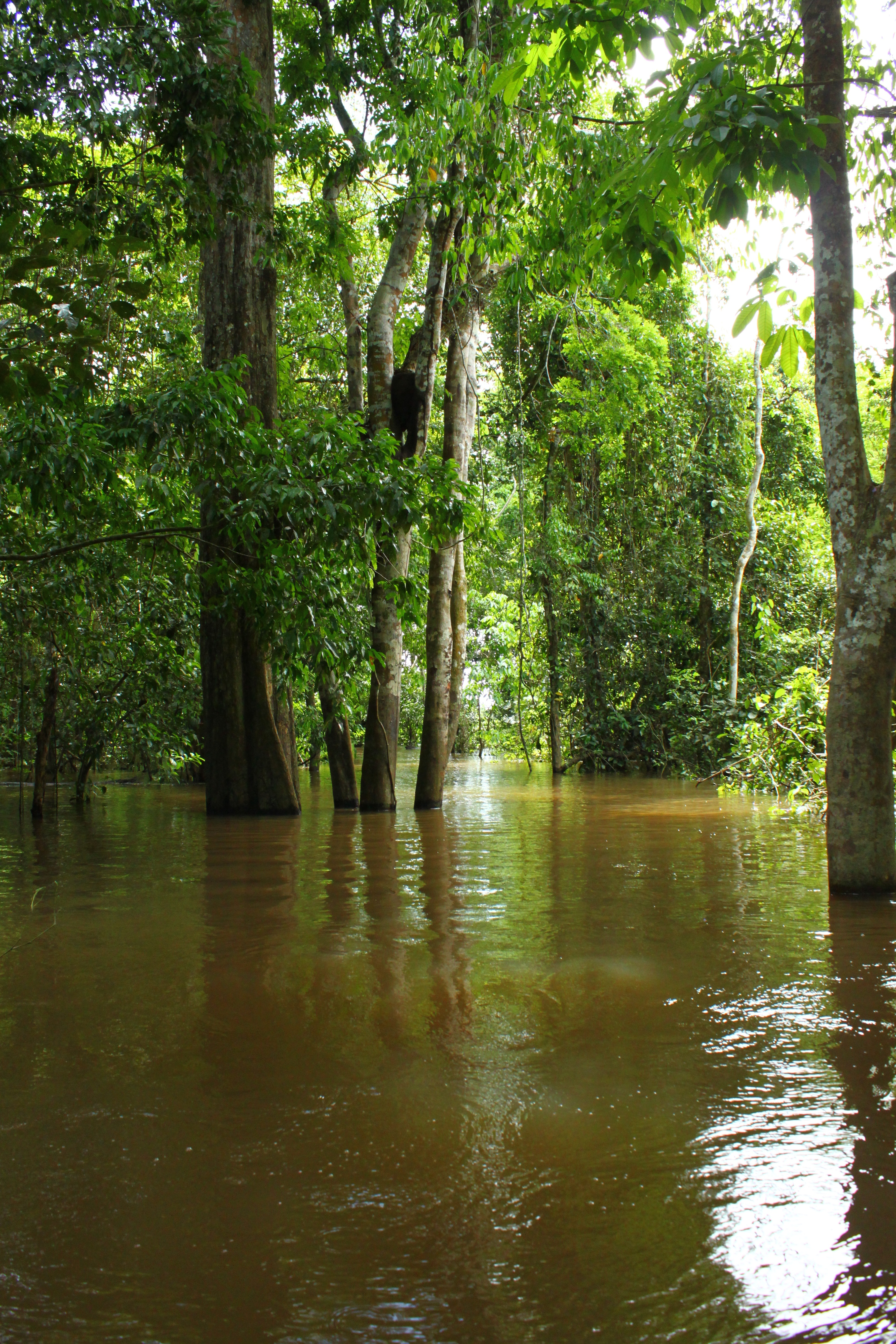
Photographie d'une forêt tropicale, innodée par des affluents du fleuve Rio Negro dans le parc national de Jaú au Brésil.